# الحواسية
الحواسية هي منطقة تقع في محافظة عمان شمال غرب الأردن.
1. ↑  GeoNames (بالإنجليزية), 2005, QID:Q830106
2. ↑  "Al Hawwasiyah Map | Jordan Google Satellite Maps". www.maplandia.com. مؤرشف من الأصل في 2016-03-03. اطلع عليه بتاريخ 2020-05-23.